# José Vicente Pinto de Alencar da Silva
José Vicente Pinto de Alencar da Silva (ur. 2 stycznia 1958 w Crato) – brazylijski duchowny katolicki, biskup Salgueiro od 2023.

## Życiorys
22 stycznia 1994 otrzymał święcenia kapłańskie i został inkardynowany do diecezji Crato. Pracował głównie jako duszpasterz parafialny, był też m.in. kanclerzem kurii, wicerektorem i rektorem diecezalnego seminarium, dyrektorem szkoły dla kandydatów do diakonatu stałego, administratorem diecezji oraz jej wikariuszem generalnym.
29 marca 2023 papież Franciszek mianował go biskupem diecezji Salgueiro.
Sakry biskupiej udzielił mu 3 czerwca 2023 biskup diecezji Crato – Magnus Henrique Lopes.